# Micronereides capensis
Micronereides capensis är en ringmaskart som beskrevs av Francis Day 1963. Micronereides capensis ingår i släktet Micronereides och familjen Nereididae. Inga underarter finns listade i Catalogue of Life.